# Rhenen
Rhenen – miasto oraz gmina w Holandii w prowincji Utrecht, położone nad Renem. 
Gmina zajmuje powierzchnię 42,99 km², a jej teren zamieszkuje 18 742 osób. Do gminy poza miastem należą Achterberg, Remmerden, Elst oraz Laareind.

## Historia
Rhenen otrzymało prawa miejskie pomiędzy 1256 a 1258. W 1346 biskup Utrechtu sfinansował budowę murów miejskich wokół ówczesnego miasta, z których trzy bramy miejskie zostały rozebrane w 1840, a niewielki ich fragment przetrwał do dziś. Przez pewien okres miasto pobierało opłaty za korzystanie z drogi wodnej Renu, mimo iż samo nigdy nie miało własnego portu.  
W 1621 roku w mieście znajdował się pałac Fryderyka V. Został on rozebrany w 1812 roku.

## Zabytki
- Kościół św. Cunery – świątynia będąca największą atrakcją miasta. Późnogotycki kościół został wybudowany pomiędzy 1492–1531. Jego 84-metrowa wieża jest jedną z najwyższych wież kościelnych w Holandii. Wnętrza świątyni kryją relikwie św. Cunery. Według legendy Cunera mieszkała w Rhenen aż do roku 340, kiedy to została zamordowana. Pochowano ją na pobliskim wzgórzu zwanym obecnie Cuneraheuvel, które w średniowieczu było odwiedzane przez pielgrzymów wierzących w cudowną moc tego miejsca. W VII wieku Cunera została beatyfikowana[3].

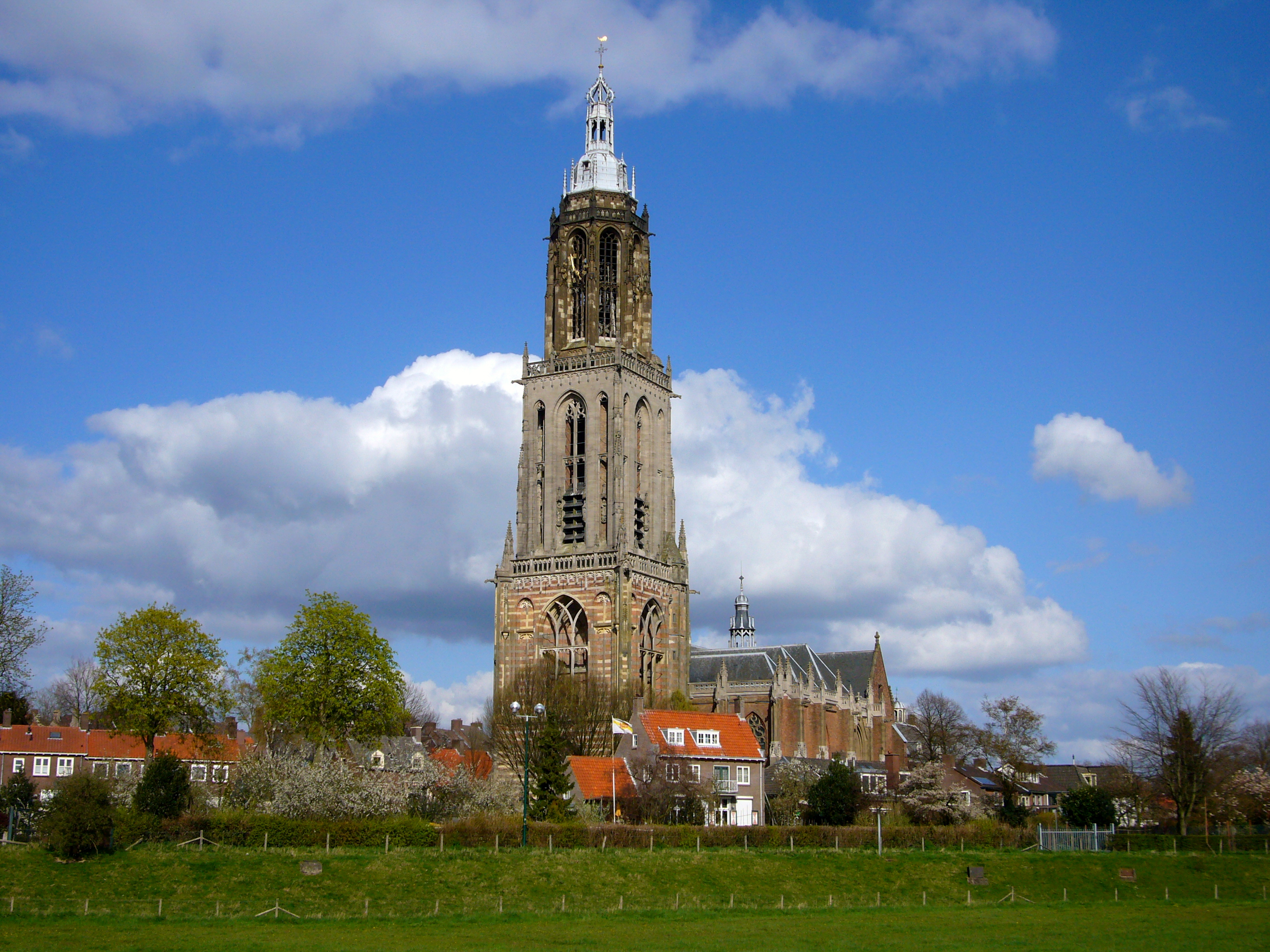
Wieża kościoła w Rhenen

Według lokalnej legendy Cunera była dziewicą, która z Urszulą brytyjską (patronką zakonu Urszulanek) i 1100 innych dziewic udała się na pielgrzymkę do Rzymu. Pielgrzymka została napadnięta przez Hunów, i większość uczestniczek z ich ręki zginęła. Od śmierci z ręki Hunów piękną Cunerę uratował fryzyjski król Robbodus, który przyjął ją na swój dwór. Została zamordowana przez jego zazdrosną żonę, gdy król był na łowach. Pochowana na lokalnym wzgórzu, zwanym odtąd Cuneraheuvel.